# CA Olivos
Club Atlético Olivos – argentyński klub piłkarski z siedzibą w mieście Olivos wchodzącym w skład zespołu miejskiego Buenos Aires.

## Historia
Klub Club Atlético Olivos założony został w 1908 roku. W 1913 roku klub wziął udział w rozgrywkach pierwszoligowych zorganizowanych przez federację Asociación Argentina de Football, zajmując przedostatnie 14. miejsce oznaczające spadek z ligi. W swoim jedynym pierwszoligowym występie Olivos rozegrał 17 meczów, z których 2 wygrał, 3 zremisował i 12 przegrał uzyskując 7 punktów. Klub zdobył 15 bramek i stracił 51 bramek.